# Lenka Faltusová
Lenka Faltusová (ur. 24 czerwca 1979 w Lanškrounie) – czeska biathlonistka. na mistrzostwach Europy wywalczyła dwa medale: srebrny i brązowy. Oba medale zdobyła w sztafecie.

## Osiągnięcia

### Igrzyska Olimpijskie
| Rok  | Miejsce                  | IN | SP | PU | MS | RL |
| 2006 | Turyn/Cesana San Sicario |    | 32 | 36 |    | 13 |

### Mistrzostwa Świata
| Rok  | Miejsce         | IN | SP | PU | MS | RL |
| 2001 | Pokljuka        | 32 |    |    |    |    |
| 2003 | Chanty-Mansijsk | 38 |    |    |    |    |
| 2004 | Oberhof         | 65 |    |    |    |    |
| 2005 | Hochfilzen      | 29 | 55 |    |    | 10 |

IN – bieg indywidualny, SP – sprint, PU – bieg pościgowy, MS – bieg ze startu wspólnego, RL – sztafeta

### Puchar Świata
| Sezon     | Miejsce |
| --------- | ------- |
| 2002/2003 | 53.     |
| 2004/2005 | 65.     |